# 場中路駅
座標: 北緯31度18分18秒 東経121度24分30秒 / 北緯31.30500度 東経121.40833度
場中路駅（じょうちゅうろ-えき）は、中華人民共和国上海市宝山区に位置する上海地下鉄7号線の駅である。

## 駅構造
- 島式ホーム1面2線の地下駅。ホームドア設置駅。

## 歴史
- 2009年12月5日 - 開業。

## 隣の駅
上海地下鉄
■7号線
上大路駅 - 場中路駅 - 大場鎮駅　